# Charles François
Charles François est un homme politique français né le 14 décembre 1874 à Malaucourt-sur-Seille (district de Lorraine) et mort le 29 octobre 1945 à Delme (Moselle).

## Biographie
Fils d'un propriétaire de Malaucourt-sur-Seille, il fait ses études primaires et secondaires à Metz avant d'intégrer  la faculté de médecine de Strasbourg. Médecin à Delme, il est maire de la ville de 1907 à 1925, sauf entre 1914 et 1918 où il est incarcéré par les Allemands pour francophilie, et conseiller général du canton de Delme de 1919 à 1931. Il devient tête de la liste de l'Union républicaine lorraine en 1919 pour les législatives, siégeant au groupe de l'Entente républicaine démocratique. Réélu en 1924 sur la liste de l'URL cette fois conduite par Robert Schuman, il siège dans le groupe de  l'Union républicaine démocratique. Il est très actif durant ses deux mandatures sur la question de l'Alsace-Lorraine notamment en 1924 où il s'oppose à l'introduction des lois laïques dans les territoires. En 1928, il échoue avec le retour du scrutin par arrondissement à Château-Salins face à un autre candidat de l'URL, Jules Wolff. Il se retire de la vie politique en 1931 pour reprendre à plein temps son métier.

## Décoration
- Chevalier de la Légion d'honneur (27 mars 1930)
- Officier de l'ordre des Palmes académiques
- Médaille de la Fidélité française

## Sources
- « Charles François », dans le Dictionnaire des parlementaires français (1889-1940), sous la direction de Jean Jolly, PUF, 1960 [détail de l’édition]
- Dir. Jean El Gammal, François Roth et Jean-Claude Delbreil, Dictionnaire des Parlementaires lorrains de la Troisième République, Metz, Serpenoise, 2006 (ISBN 2-87692-620-2, OCLC 85885906, lire en ligne), p. 284-286